# Steve Desovich
Stephen Cowan „Steve“ Desovich (* 20. September 1965 in Middlebury, Connecticut) ist ein ehemaliger US-amerikanischer Freestyle-Skier. Er war auf die Buckelpisten-Disziplin Moguls spezialisiert und gewann einmal die Disziplinenwertung sowie neun Rennen im Weltcup. Nach seiner aktiven Laufbahn wirkte er als Trainer in Kanada und Australien.

## Biografie

### Sportliche Laufbahn
Der von der Ostküste stammende Steve Desovich erlernte das Skifahren in Killington, vier Autostunden nördlich von seiner Heimatstadt Middlebury, Connecticut. Später besuchte er dort die Killington Mountain School.
Desovich gab am 13. Januar 1984 in Stoneham sein Debüt im Freestyle-Skiing-Weltcup. Seinen ersten Podestplatz erreichte er zwei Monate später als Dritter in Tignes. Bereits in der Saison 1984/85 etablierte er sich in der absoluten Weltspitze und konnte nach drei dritten Plätzen am Ende des Winters in La Clusaz und Sälen seine ersten beiden Weltcupsiege feiern. In der Disziplinenwertung musste er sich dem Franzosen Philippe Bron knapp geschlagen geben. Seine stärkste Saison hatte er im folgenden Winter. Mit drei Siegen, unter anderem bei der WM-Generalprobe in Tignes und in Breckenridge, sicherte er sich den Gewinn der Disziplinenwertung. Bei den ersten Weltmeisterschaften konnte er seiner Favoritenrolle aber nicht gerecht werden und verpasste als Vierter die Medaillenränge. 1987 gelangen Desovich erneut drei Siege, in der Weltcup-Wertung rutschte er jedoch auf Platz vier zurück. Im Rahmen der Olympischen Spiele von Calgary, wo Freestyle-Skiing erstmals mit Demonstrationswettbewerben vertreten war, belegte er nach zwei zu vorsichtigen Läufen Rang fünf. Im Anschluss an die Weltmeisterschaften am Oberjoch, bei denen er nicht über Rang 16 hinaus kam, beendete Steve Desovich im März 1989 seine aktive Laufbahn im Leistungssport.

### Weitere Karriere
Schon Zeit seiner aktiven Karriere hatte Desovich während der Sommermonate Kindern Buckelpisten-Unterricht erteilt. 1989 begann er, als Moguls-Techniktrainer unter Peter Judge für den kanadischen Skiverband zu arbeiten. Den größten Erfolg in dieser Funktion bescherte ihm 1994 Jean-Luc Brassard mit dem Gewinn der Goldmedaille bei den Olympischen Spielen in Lillehammer. Nach den weniger erfolgreichen Spielen von Nagano beendete der Amerikaner nach neun Jahren die Zusammenarbeit mit Freestyle Canada.
Noch 1998 verlagerte Steve Desovich seinen Lebensmittelpunkt nach Melbourne und wurde für das vom Australian Olympic Committee und Australian Institute of Sport neu gegründete Olympic Winter Institute tätig. Als Moguls-Cheftrainer initialisierte er eine Kooperation mit dem Wintersportgebiet Perisher mit der Buckelpiste Toppa’s Dream und war maßgeblich am Aufbau einer Weltklassemannschaft beteiligt. Nachdem Maria Despas 2001 als erste Australierin auf der Buckelpiste eine WM-Medaille gewonnen hatte, erreichte der Erfolg mit dem Olympiasieg von Dale Begg-Smith in Turin 2006 seinen Höhepunkt. Weitere Erfolge bescherten Desovich die mehrfachen Medaillengewinner Britteny Cox und Matt Graham.

## Erfolge

### Olympische Spiele
- Calgary 1988: 5. Moguls (Demonstrationswettbewerb)

### Weltmeisterschaften
- Tignes 1986: 4. Moguls
- Calgary 1988: 5. Moguls
- Oberjoch 1989: 16. Moguls

### Weltcupwertungen
| Saison  | Gesamt | Gesamt | Moguls | Moguls |
| Saison  | Platz  | Punkte | Platz  | Punkte |
| ------- | ------ | ------ | ------ | ------ |
| 1984    | 28.    | 18     | 8.     | 107    |
| 1984/85 | 14.    | 23     | 2.     | 164    |
| 1985/86 | 10.    | 25     | 1.     | 99     |
| 1986/87 | 18.    | 22     | 4.     | 151    |
| 1987/88 | 21.    | 19     | 5.     | 135    |
| 1988/89 | 42.    | 14     | 14.    | 99     |

### Weltcupsiege
Desovich errang im Weltcup 18 Podestplätze, davon 9 Siege:
| Datum             | Ort          | Land        | Disziplin |
| ----------------- | ------------ | ----------- | --------- |
| 16. März 1985     | La Clusaz    | Frankreich  | Moguls    |
| 24. März 1985     | Sälen        | Schweden    | Moguls    |
| 12. Dezember 1985 | Tignes       | Frankreich  | Moguls    |
| 11. Januar 1986   | Mont Gabriel | Kanada      | Moguls    |
| 25. Januar 1986   | Breckenridge | USA         | Moguls    |
| 30. Januar 1987   | Calgary      | Kanada      | Moguls    |
| 21. Februar 1987  | Mariazell    | Österreich  | Moguls    |
| 7. März 1987      | Oberjoch     | Deutschland | Moguls    |
| 11. Dezember 1987 | Tignes       | Frankreich  | Moguls    |

## Auszeichnungen
- 1986: U.S. Freestyle Skier of the Year (Ski Racing Magazine)[4]